# Dušan Lagator
Dušan Lagator (in serbo Душан Лагатор?; Cettigne, 29 marzo 1994) è un calciatore montenegrino, centrocampista del Kerala Blasters.

## Statistiche

### Cronologia presenze e reti in nazionale
| Cronologia completa delle presenze e delle reti in nazionale ― Montenegro | Cronologia completa delle presenze e delle reti in nazionale ― Montenegro | Cronologia completa delle presenze e delle reti in nazionale ― Montenegro | Cronologia completa delle presenze e delle reti in nazionale ― Montenegro | Cronologia completa delle presenze e delle reti in nazionale ― Montenegro | Cronologia completa delle presenze e delle reti in nazionale ― Montenegro | Cronologia completa delle presenze e delle reti in nazionale ― Montenegro | Cronologia completa delle presenze e delle reti in nazionale ― Montenegro |
| Data                                                                      | Città                                                                     | In casa                                                                   | Risultato                                                                 | Ospiti                                                                    | Competizione                                                              | Reti                                                                      | Note                                                                      |
| ------------------------------------------------------------------------- | ------------------------------------------------------------------------- | ------------------------------------------------------------------------- | ------------------------------------------------------------------------- | ------------------------------------------------------------------------- | ------------------------------------------------------------------------- | ------------------------------------------------------------------------- | ------------------------------------------------------------------------- |
| 5-9-2019                                                                  | Podgorica                                                                 | Montenegro                                                                | 2 – 1                                                                     | Ungheria                                                                  | Amichevole                                                                | -                                                                         | 66’                                                                       |
| 10-9-2019                                                                 | Podgorica                                                                 | Montenegro                                                                | 0 – 3                                                                     | Rep. Ceca                                                                 | Qual. Euro 2020                                                           | -                                                                         |                                                                           |
| 11-10-2019                                                                | Podgorica                                                                 | Montenegro                                                                | 0 – 0                                                                     | Bulgaria                                                                  | Qual. Euro 2020                                                           | -                                                                         | 30’                                                                       |
| 14-10-2019                                                                | Pristina                                                                  | Kosovo                                                                    | 2 – 0                                                                     | Montenegro                                                                | Qual. Euro 2020                                                           | -                                                                         |                                                                           |
| 14-11-2019                                                                | Londra                                                                    | Inghilterra                                                               | 7 – 0                                                                     | Montenegro                                                                | Qual. Euro 2020                                                           | -                                                                         |                                                                           |
| 19-11-2019                                                                | Podgorica                                                                 | Montenegro                                                                | 2 – 0                                                                     | Bielorussia                                                               | Amichevole                                                                | -                                                                         | 73’                                                                       |
| 27-3-2021                                                                 | Podgorica                                                                 | Montenegro                                                                | 4 – 1                                                                     | Gibilterra                                                                | Qual. Mondiali 2022                                                       | -                                                                         | 60’                                                                       |
| 30-3-2021                                                                 | Podgorica                                                                 | Montenegro                                                                | 0 – 1                                                                     | Norvegia                                                                  | Qual. Mondiali 2022                                                       | -                                                                         | 63’                                                                       |
| 4-9-2021                                                                  | Eindhoven                                                                 | Paesi Bassi                                                               | 4 – 0                                                                     | Montenegro                                                                | Qual. Mondiali 2022                                                       | -                                                                         | 37’                                                                       |
| Totale                                                                    |                                                                           | Presenze                                                                  | 9                                                                         |                                                                           | Reti                                                                      | 0                                                                         |                                                                           |

## Palmarès

### Club

#### Competizioni nazionali
- Coppa del Montenegro: 1

Mladost Podgorica: 2014-2015